# Bunzl
 (juillet 2019).
Si vous disposez d'ouvrages ou d'articles de référence ou si vous connaissez des sites web de qualité traitant du thème abordé ici, merci de compléter l'article en donnant les références utiles à sa vérifiabilité et en les liant à la section « Notes et références ».
Bunzl Plc (LSE : BNZL) est une entreprise multinationale de distribution et d'externalisation dont le siège est situé à Londres, au Royaume-Uni. La société est d'abord distributeur d'une large variété de produits non alimentaires dont les emballages alimentaires,les produits de nettoyage et d'hygiène, d'équipements de protection individuelle et des sacs plastique. Parmi ses clients on trouve des entreprises de nettoyage, des détaillants, des cantines et l'agroalimentaire. Bunzl opère dans 23 pays : près de la moitié de ses affaires a lieu en Amérique du Nord, suivi par l'Europe, le reste se passant en Australasie et au Brésil.
Les activités de la société ont changé plusieurs fois, incorporant au fur et à mesure les affaires variées de la famille fondatrice Bunzl, dont l'histoire remonte à une mercerie ouverte à Bratislava en 1854. L'entreprise actuelle s'est établie à Londres en 1940 en tant que fabricant de filtres de cigarettes, de papier-crépon et de papier mouchoir. Les productions de fibres, de pâte à papier, papier, matériaux de construction et plastiques ont toutes été internalisées - et vendues ensuite - dans les décennies suivantes. Bunzl s'est restructuré en société uniquement centrée sur la distribution, via un désinvestissement entamé au début des années 1990 et achevé en 2005 avec la cession de Filtrona.
Bunzl est présent à la Bourse de Londres depuis 1957 et fait partie de l'indice FTSE 100.

## Principaux actionnaires
Au 11 décembre 2019:
| Mawer Investment Management            | 5,04% |
| Massachusetts Financial Services       | 4,39% |
| Fidelity Management & Research         | 4,22% |
| APG Asset Management                   | 3,05% |
| Alecta Pension Insurance Mutual        | 2,97% |
| The Vanguard Group                     | 2,97% |
| Legal & General Investment Management. | 2,65% |
| BlackRock Fund Advisors                | 2,35% |
| Marathon Asset Management              | 2,22% |
| Threadneedle Asset Management          | 2,00% |